# Teresa Carpio
Teresa Carpio, född 30 september 1956 i Hongkong, är en kinesisk-filippinsk sångerska. Hon har en filippinsk pappa och kinesisk mamma, men bor numera i Kanada. Hon sjunger främst kantopop och hade sin storhetstid på 1970- och 1980-talet.